# Chetogaster violacea
Chetogaster violacea là một loài ruồi trong họ Tachinidae.